# Olivier de Voúves
L’olivier de Voúves (grec moderne : Ελιά Βουβών / Eliá Vouvón) est un olivier dans le village d’Áno Voúves dans la municipalité de Kolymvári dans la région de La Canée, Crète en Grèce. Probablement l'un des plus vieux oliviers du monde, il produit encore des olives aujourd'hui.
L'âge exact de l'arbre ne peut pas être déterminé. L'utilisation de radioisotopes n'est pas possible, car son bois de cœur a été perdu au cours des siècles tandis que la dendrochronologie (analyse des cernes de l'arbre) démontre que l'arbre a au moins 2000 ans. A l'autre extrémité de l'échelle, des scientifiques de l'Université de Crète ont estimé qu'il avait 4 000 ans. Un indicateur possible de son âge sont les deux cimetières de la période géométrique découverts près de l'arbre. Les recherches actuelles en Crète et à l'étranger indiquent que les estimations antérieures de l'âge des oliviers doivent être débattues en ce qui concerne leur exactitude. Il n'y a pas encore de méthode scientifique convenue pour déterminer l'âge des oliviers. Dans le cas de l'olive de Voúves, il pourrait être beaucoup plus jeune que les estimations antérieures ou même que l'arbre ancien de Finix (Sfakia).
L'arbre reste productif à ce jour, après avoir été greffé avec le cultivar Tsounati . Le tronc a un périmètre de 12,5 m et un diamètre de 4,6 m.
En 1997, l'arbre a été déclaré monument naturel protégé, et en octobre 2009, le Musée de l'olivier de Voúves a été inauguré dans une maison voisine du XIXe siècle, présentant les outils traditionnels et le processus de culture de l'olivier. Des branches de l'arbre ont été utilisées pour tisser des couronnes de vainqueurs pour les vainqueurs des Jeux olympiques d'Athènes de 2004 et de Pékin de 2008.